# Фульгурит

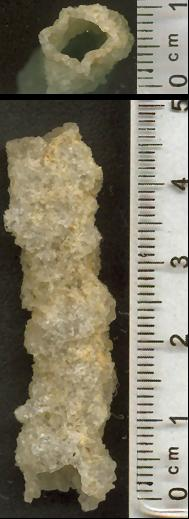
Фульгурит из Флориды

Фульгури́т (от лат. fulgur — удар молнии + греч. εἶδος — подобный) — спёкшийся от удара молнии SiO2 (песок, кварц, кремнезём) — кластофульгури́ты, а также оплавленные тем же способом поверхности любых горных пород (петрофульгури́ты). Фульгуриты встречаются довольно редко, чаще — на скалистых вершинах гор и в районах с повышенной грозовой активностью.

## Происхождение
При попадании очень мощной молнии в поверхность Земли в толще грунта из спёкшегося SiO2 формируются полые ветвистые трубки (фактически — стеклянные) с гладкой или покрытой маленькими пузырьками внутренней поверхностью. Иногда образуются отдельные капли. Появление стеклянной трубочки связано с тем, что между песчинками всегда находятся воздух и влага. Электрическая дуга молнии за доли секунды расплавляет песок, раскаляет воздух и водяные пары до огромных температур, вызывая взрывообразный рост давления воздуха между песчинками и его расширение. Расширяющийся воздух образует цилиндрическую полость внутри расплавленного песка. Последующее быстрое охлаждение фиксирует фульгурит — стеклянную трубочку в песке.

## Описание
Фульгуриты, состоящие из переплавленного кремнезёма, обыкновенно представляют собой конусообразные трубочки толщиной с карандаш или с палец. Их внутренняя поверхность гладкая и оплавленная, а наружная образована приставшими к оплавленной массе песчинками и посторонними включениями. Цвет фульгуритов зависит от примесей минералов в песчаной почве. Большинство из них имеют рыжевато-коричневый, серый или чёрный цвет, однако встречаются зеленоватые, белые или даже полупрозрачные фульгуриты.
Часто аккуратно выкопанный из песка фульгурит по форме напоминает корень дерева или ветвь с многочисленными отростками. Такие ветвистые фульгуриты образуются, когда разряд молнии попадает во влажный песок, который, как известно, имеет бо́льшую электропроводность, чем сухой. В этих случаях ток молнии, входя в почву, сразу начинает растекаться в стороны, образуя структуру, похожую на корень дерева, а рождающийся при этом фульгурит лишь повторяет эту форму. Фульгурит очень хрупок, и попытки очистить от прилипшего песка нередко приводят к его разрушению. Особенно это относится к ветвистым фульгуритам, образовавшимся во влажном песке.
Диаметр трубчатого фульгурита не более нескольких сантиметров, длина может доходить до нескольких метров, находили фульгурит длиной 5-6 метров.
Очень большой экземпляр был найден в South Amboy, Нью-Джерси. Он был около 3 метров длиной и диаметром от 8 сантиметров у поверхности до приблизительно 5 миллиметров на самом глубоком раскопанном уровне. Этот экземпляр оказался очень хрупким, и его не удалось выкопать целым — наибольший кусок был около 15 см длиной.  Самые длинные из раскопанных фульгуритов уходили под землю на глубину более 5 метров.
Первое описание фульгуритов и их связи с ударами молнии было сделано в 1706 году пастором Дэвидом Германом. Впоследствии многие находили фульгуриты вблизи людей, поражённых разрядом молнии. Чарльз Дарвин во время кругосветного путешествия на корабле «Бигль» обнаружил на песчаном берегу вблизи Мальдонадо (Уругвай) несколько стеклянных трубочек, уходящих в песок вертикально вниз более чем на метр. Он описал их размеры и связал их образование с разрядами молний. Американский физик Роберт Вуд, чудом избежавший молнии, обнаружил фульгурит немного длиннее трёх метров.
Кроме наглядной демонстрации разрушительной силы молнии (температура плавления песка (кварца) более 1700 °C), анализ посторонних включений и газовых пузырьков в фульгурите позволяет восстановить химический состав исходного грунта, а иногда и датировать его. Датировка может быть осуществлена термолюминесцентным методом.
Найденный в Сахаре, на юго-западе Египта, фульгурит имел возраст около 15 тысяч лет. Анализ газовых включений в этот экземпляр позволил предположить (по высокому содержанию соединений углерода), что на момент рождения этого фульгурита на месте современной пустыни существовала растительность.
Похожие структуры образуются при наземных ядерных взрывах (тринитит, харитонки)